# ヒル夫妻誘拐事件
ヒル夫妻誘拐事件（ヒルふさい ゆうかいじけん、英: Barney and Betty Hill incident）は、アメリカで最初のUFO誘拐報道として超常現象愛好家の間で広く知られる事件である。
ベティ・アンド・バーニー・ヒル誘拐事件、ゼータ・レティクル事件とも言われる（ゼータ・レティクル事件の名称はあまり普及していない）。ベティ・ヒルとバーニー・ヒルの夫妻は、1961年9月19日火曜日から9月20日水曜日まで地球外生命体に誘拐されていたと主張した。本項では、UFO＝エイリアン・クラフト説に関連する超常現象としての意見を中心に紹介する。

## 家族
ヒル夫妻は、アメリカ合衆国北東部ニューハンプシャー州ポーツマスに住んでいた。夫のバーニーはアメリカ合衆国郵便公社に勤めており、妻のベティはソーシャルワーカーだった。ユニテリアンの集会で活動するヒル夫妻は、全米黒人地位向上協会 (NAACP) のメンバーでもあり、バーニーは全米人権委員会の地方委員会の一員であった。バーニーはアフリカ系の黒人で、ベティはヨーロッパ系の白人という夫婦であった。

## UFOとの遭遇

ニューハンプシャー州リンカーンのダニエル・ウェブスター・ハイウェイには、この事件を記念する道路脇の標識がある

### 空の光点
1961年9月19日火曜日の夕方、ニューヨーク州北部とカナダケベック州で休暇を過ごしたヒル夫妻は、自宅があるポーツマスへ車を走らせていた。ニューハンプシャー州グローブトンの南部で、彼らは空に明るく輝く光の点を発見した。当初、彼らはそれを流星だと思っていたが、その光る物体は上昇して月の近くで停止した。バーニーが国道3号線を通り抜けようとしたところ、物体を通信衛星ではないかと推測したベティは、もっと近寄って見るために車を止め、飼い犬のデルシーを散歩させるようバーニーに訴えた。熊がいるかもしれないと心配したバーニーは、車のトランクに隠してあったピストルを取り出した。
数年前に姉妹から空飛ぶ円盤を目撃した話を打ち明けられていたベティは、その物体が多彩な光を放ちながら月の表面を横切ってゆく様子を双眼鏡で観察した。飛行物体を見ていなかったバーニーは、その光が普通の旅客機ではないなどと考えもしなかった。やがてベティはその青い物体が明らかに普通の航空機ではないことに気づいた。

### 円盤形の物体
ヒル夫妻は、その人里離れて寂れた道で運転を続けながら、より接近して物体を観察できるようにゆっくりと車を進めたと伝えている。物体はときおり山頂によって少しのあいだ姿を隠したが、地形に沿って動いている様子であった。山頂の前で急降下したり、彼らの方向にゆっくりと降りてきたりもした。ときおりパドルでボールを打つゲームのような飛行パターンを見せたかと思うと、急速にヒル夫妻の車に接近し、また退いていった。

### ヒトのような姿
インディアンヘッドのおよそ1マイル南で、その飛行物体はヒル夫妻の自動車に向かって急速に降下しはじめたため、バーニーはハイウェイの中央で車を停めた。バーニーはそれをもっとよく観察するために、ピストルをポケットに入れて双眼鏡をつかみ、車のドアを開けた。その物体は、ヒル夫妻の1957年型シボレー・ベルエアの上方約80-100フィートまで高度を下げ、ベティが注視していたフロントガラスの全面を覆うまでになった。バーニーは車を降りて、その物体にもっと近づこうと歩を進めた。物体は車の西側から道路脇の野原の東上方へ振り子のように揺れ動いていた。バーニーは、その物体の窓から彼を見つめているとおぼしき8から11の人影を双眼鏡で見たと証言している。
突然、1つを除いたすべての人影が、まるで重要な任務を遂行しようとしているかのように、計器板のようなものの方へ軍隊式に足並みを揃えて移動した。1つだけ動かずにいた人影はバーニーの方を見たまま、彼に「そのまま動かず、よく見ておくように」とのメッセージを伝えた。その瞬間、赤い複数の光が点灯していたコウモリの翼のような垂直安定板が物体の側面にたたみ込まれはじめ、物体の底部からは長い構造物が下がってきた。この無音の飛行物体は、バーニーの推測したところでは彼から距離50-100フィート、上空50-80フィートの位置まで接近してきた。
恐怖にかられたバーニーは双眼鏡を目から離して車に駆け戻り、「“奴ら”は私たちを捕まえようとしている！」と叫んだ。車に乗り込む前に、彼はその物体がふたたび車の真上に移動しているのに気付いた。彼はベティに物体を見張るように命じながら車を急発進させた。彼女は窓を開けて空を見上げたが、上空には暗闇しか見えなかった。バーニーは、その物体が車の真上でホバリング（空中で静止）してベティの視界を遮っているために星がみえないのではないかと恐れた。

### なかなかとれない疲労
時を置かずに、自動車を振動させるほど大音量の機械音が、車の後ろから近づいて来るように思われた。ベティは感電するのではないかと思いながら助手席ドアの金属部分に触れてみたが、振動を感じるのみであった。ヒル夫妻は、心を鈍磨されるような疲労感を覚えるようになり、肉体的にも全身にヒリヒリするような痛みを感じはじめた。ニューハンプシャー州プリマスを通過中、車の後ろから近づいてくるような別の発信音が鳴った。バーニーは一旦停車してから車を左右不規則に走らせて騒音を再現しようと試みたが、うまくいかなかった。その音が止まったとき、ベティは「これであなたも空飛ぶ円盤を信じるでしょ？」と言い、バーニーは苛立ちながら「馬鹿なことを言うな」と応えたという。

## 事件直後の経過

### 奇妙な感覚
夜明け頃に家へ到着したヒル夫妻は、いつもとは若干異なった感覚、簡単には説明することができない興奮にとらわれたと述べている。ベティは、彼らの家の中心においてあったはずの荷物が裏口近くに移動されていたと主張した。またバーニーは、双眼鏡の革ストラップが千切れていることに気がついたが、それがいつ切れたのかはまったく思い出すことができなかった。バーニーはなぜか自分の性器を調べずにはいられなくなったが、バスルームで調べたところ何も異常はなかったという。夫妻は何となく感じる汚染をできる限り洗い流すために長いあいだシャワーを浴びた。それから二人はそれぞれ別に自分が見たものの絵を描きはじめた。彼らのスケッチは奇妙に似ていた。

### 不完全で断片的な記憶
当惑した夫妻は、UFOを目撃してから帰宅するまでの出来事を時系列に沿って並べてみることにした。しかし、ブンブンいう音を聞いた後の彼らの記憶は不完全で断片的なものとなっており、起きた出来事の順序を確定することができなくなっていた。バーニーは自分が「何てこった、二度とごめんだ」と言ったことを覚えていたが、どの場面でそれを言ったのかは思い出すことができなかった。
2、3時間眠ってから目を覚ましたベティは、ドライブ中に身につけていた靴や衣服をクローゼットにしまおうとした。そのとき、ドレスの縁やジッパー、裏地などが裂けていることに気がついた。放射線にさらされたのではないかという恐れを抱いたため、ベティは二度とそれらを着ないことに決めた。のちに改めてその服をクローゼットから取り出した際、ベティはピンクがかった色の粉がドレスにかかっていたが、それがどこから来たものかはまったく心当たりがないと証言している。彼女はドレスを投げ捨てたが、のちに気が変わり、拾って物干し綱に架けておいた。粉は風に飛ばされて消えたが、ドレスにはピンク色の染みがいくつか残ったとベティは述べている。後年、5つの研究所がドレスの化学的かつ法医学的な分析を試みた。

### アメリカ空軍への最初の報告
9月21日木曜日、ベティはピース空軍基地に電話をかけ、UFOとの遭遇を報告した。ただし、変人呼ばわりされることをおそれた彼女は詳細の一部を差し控えた。9月22日金曜日に、ポール・W・ヘンダーソン少佐がヒル家に電話をかけ、約30分間にわたってより詳しい話を聴取した。9月26日付けのヘンダーソンの報告書では、ヒル夫妻はおそらく木星を誤認したのであろうと結論づけられている。彼の報告書は、アメリカ空軍によるUFO調査機関「プロジェクト・ブルーブック」に送られた。
事件の数日後、ベティは地元の図書館からUFOに関する本を数冊借り出した。うち1冊は、除隊したアメリカ海兵隊員ドナルド・キーホーの著書であった。キーホーは、民間のUFO研究団体NICAP（National Investigations Committee on Aerial Phenomena ：全米空中現象調査委員会、略称ナイキャップ）の会長である。

### 2週間後、繰り返される悪夢
UFO遭遇から2週間、ベティは夜な夜な悪夢に悩まされるようになっていた。それはほとんど毎夜のように起こり、しかも一日中そのことで頭の中が一杯になるほど生々しい夢であった。
9月26日火曜日に、ベティはキーホーあてに手紙を書いた。彼女は、人型の物影や発信音のことなど、空軍には話さなかった内容も含むすべての事情をそこで打ち明けた。ベティは、自分とバーニーはUFO遭遇に関する一見不完全な記憶にひどく悩まされており、催眠療法によって何が起きたのかを想い出すことができるのではないかと考えていると書いた。彼女の手紙はやがてボストンの天文学者でNICAPのメンバーでもあるウォルター・N・ウェッブの手に渡った。

### ウェッブによるインタビュー
ウェッブは、1961年10月21日土曜日にヒル夫妻と面会した。6時間にわたるインタビューで、ヒル夫妻はUFOとの遭遇について憶えているかぎりのことを語った。バーニーは、自分はUFO遭遇事件に関してある種の「心理的障害」を負っており、この一連の出来事の中に若干の「思い出したくない」部分があるのではないかと考えていると主張した。
UFO搭乗者を見たという報告に関して、NICAPの一般的な方針は懐疑論的である。それに基づいてウェッブは、得体の知れない飛行物体を間近に見たことによるヒル夫妻のパニック症状がベティの悪夢の原因ではないか、そしてさらに、夫妻は実際には一人の搭乗者も見ていなかったのではないかと推測した。そのため当初は、夫妻の主張する不完全で断片的な記憶に関してはほとんど重要視されることがなかった。

## ベティの夢

### 詳細を書き記す
1961年11月、ベティは繰り返される鮮明な悪夢の詳細を記録しはじめた。
夢の中のベティは、意識を回復するのに苦労しており、やがて自分が2人の「小さな男」によって夜の森を歩くよう命令されていることを理解した。また彼女の横にはバーニーがいて、彼女をエスコートしているようであったが、彼に呼びかけても返事はなく、まるで夢遊病か催眠状態にあるようだった。「小さな男」たちは身長およそ5フィートで、身体にぴったり合ったユニフォームを着て、アメリカ空軍で使われているようなキャップをかぶっていた。また髪の毛は短く、大きなふくらんだ鼻をしていた。

### 飛行物体への搭乗
夢の中で、ベティ、バーニー、そして「小さな男」たちは、円盤型をした金属製の乗り物の傾斜路を上ってその中に入った。搭乗してすぐにベティとバーニーは別々にされた。ベティは2人を一緒にしておいてほしいと懇願したが、彼女が後に「リーダー」と名づけた小さな男の1人は、夫妻が同時に検査を受けるともっと長い時間がかかると話した。それからベティとバーニーは別々の部屋に連れて行かれた。「リーダー」を含め他の「小さな男」たちは彼女に英語で話しかけたが、彼らが英語を操る能力は不完全なものであるらしく、意思の疎通に苦労していた。ベティの夢は、他の者とよく似た新しい男が、「リーダー」と一緒に彼女の検査を行なう場面へと続く。ベティはこの新しい男を「ドクター」と呼び、彼は礼儀正しく、好感が持てると感じた。

### 簡単な診断と検査
「ドクター」はベティに対して、地球人と“彼ら”の相違点を調べるために、簡単な診断といくつかの検査を行なうと告げた。ベティはイスに座らされ、明るいライトに照らされた。男はベティの髪を一房切り取った。彼はベティの口、目、手を調べ、爪の一部を切り取った。また彼女の足を調べ、ペーパーナイフのような鈍い刃物で皮膚のサンプルをとり、ガラスのスライドにのせた。
「ドクター」はベティにテーブルの上に横たわるように命じた。彼は神経系を調べると言って、うつ伏せになった彼女の体に脳波計のような装置をあてて滑らせた。彼はベティの衣服を取り去り、4から6インチほど長さの針状の器具を用いて妊娠検査を行なった。彼はその針を彼女のへそに突き刺し、彼女は激痛をおぼえたが、「ドクター」が彼女の目の前で手を振ると痛みが消えた。

### バーニーの入れ歯
検査が終了したことや、彼女とバーニーはまもなく自動車に戻されるであろうことをベティは告げられた。彼女は「リーダー」と話しはじめたが、他の「男」が部屋に駆け込んできて、どことなく興奮した様子で「リーダー」と奇妙な言語で会話を交わすため、その対話は何度も中断された。彼らはあわただしく部屋を出て、ベティはひとり取り残された。
彼らは数分で戻り、「リーダー」はベティの口を検査して彼女の歯を抜こうとしているように思えた。うまくいかなかったため「リーダー」は、なぜバーニーの歯は取り外せるのに、彼女のは固定されているのかと尋ねた。ベティは笑いながら、人は老いるにつれて歯を失うため、バーニーは入れ歯をしているのだと説明した。「リーダー」は加齢という概念を理解できないようであった。彼女は年とは何かを説明しようと努力したが、やはり彼が理解できた様子はなかった。

### 人工物をねだるベティ
夢の中でベティは、この遭遇が現実であったことを証明するために、宇宙船から何か人工物をもらってもよいかと「リーダー」に尋ねた。「リーダー」は、たくさんの記号やシンボルのようなものが書かれた大きな本を彼女が持って行くことを許可した。
次に彼女は、彼らとこの船はどこから来たのかを「リーダー」に尋ねた。これに答えて、「リーダー」は壁からたくさんの星や惑星が記された「地図を引き出したけれども、私には見たこともないようなものだった。……それは天界の地図だった」とベティは書いている。そこには何種類かの線が引かれていたが、彼女が教えられたところによれば、それらの線は星間貿易や探検の経路を示すものであった。「リーダー」は、地球がこの星図のどこにあるか分かるかとベティに尋ねた。見たことのない図であったため、ベティは分かりませんと答えた。「リーダー」は、ベティが理解できない以上、自分たちがどこから来たか説明することは不可能だと言った。

### 飛行物体を下りる
ベティは、地球人が宇宙の他の住民に会いたがっていることを伝え、彼らの存在を地球人に明かすよう「リーダー」を説得しようとした。彼女がそう嘆願していると、「小さな男」の1人がバーニーを部屋へ連れて来た。バーニーは茫然自失の様子だった。
「小さな男」たちはヒル夫妻を宇宙船から連れ出しはじめたが、このとき男達の間で、彼らが以前から話していた奇妙な言葉による議論が湧き起こった。「リーダー」はベティから大きな本を取りあげた。彼女は、この本は彼らとの遭遇の唯一の証拠だと言って抵抗した。「リーダー」は、自分個人としてはベティがこの本を保管していてもかまわないのだが、他の男たちはベティにこの遭遇そのものを記憶してもらいたくないのだと言った。ベティは、彼らに記憶をどう操作されようと、自分はいつかこの事件を思い出すだろうと主張した。
彼女とバーニーは車まで連れて行かれ、そこで船の出発を2人で見守るよう「リーダー」から示唆された。夫妻は宇宙船が飛び去るのを見送り、それからドライブを再開した。ベティは奇跡的で手に汗握る出来事だったと述べたが、しかしバーニーは何も言わなかった。

### ベティの夢の結末
ベティの夢は、バーニーが運転する車の中で、彼女が「これであなたも空飛ぶ円盤を信じるでしょ?」と言い、バーニーが苛立ちながら「馬鹿なことを言うな」と応える場面で終わる。
ベティはこの夢が実際にあったことを反映したものに違いないと考えたが、バーニーはより懐疑的で、妻はただ単に並外れて鮮明な夢を何度も見ただけだと考えた。

## 医学的療法とさらなるインタビュー

### 失われた時間
1961年11月25日土曜日、ヒル夫妻はNICAPのメンバー、C・D・ジャクソンとロバート・E・ホーマンにより2度目のインタビューを受けた。
ウェッブによる最初の報告を読み、ジャクソンとホーマンはヒル夫妻の証言に多くの疑問点を抱いていた。その中でも大きな疑問は彼らがドライブしていた時間の長さであった。ヒル夫妻もウェッブもその点についてまったく注意を払っていなかったが、ドライブは4時間ほどあれば充分であるのに対し、彼らが出発してから帰宅するまでには7時間が費やされていたのである。ホーマンとジャクソンがこの矛盾を指摘したときには夫妻も愕然とし、原因を説明することができなかった（こうした「失われた時間」は、UFO遭遇事件においてしばしば報告される）。しかしベティは月が地上で輝いていた光景を後に思い出した。
「あらゆる努力を払ってみたものの、ヒル夫妻はインディアン・ヘッドからアッシュランドに至るまでの35マイルの道中について、ほとんど何も思い出すことができなかった。催眠療法の話がもちあがった。催眠療法ならば失われた記憶を開放することができると期待してのことである。バーニーは気が進まなかったが、彼に言わせれば『馬鹿げた』ベティの夢が繰り返されるのを止めることができるかもしれないと考えた」と作家のジェローム・クラーク（Jerome Clark）は書いている。
1962年2月までに、ヒル夫妻は何度も週末にドライブに出て彼らがUFOと遭遇した場所を確認しようとした。その場所を見つければより多くの記憶が掘り起こされるかもしれないと期待したためである。しかし、その後数年間にわたって努力したものの、問題の場所を見つけることはできなかった。
クラークが書いているように、「（1962年の）2月または3月、バーニーの鼠径部の周囲にほぼ真円を描いていぼが現れた。それらは外科手術によって除去された」。

### 精神医学療法の開始
1962年3月に、ヒル夫妻はマサチューセッツ州ジョージタウンの精神科医パトリック・J・クワーク医師を訪ねて診察を受けた。クワークは、ヒル夫妻が感応精神病（Folie a deux 、強い妄想に取り付かれた人間と長時間一緒にいる別の人間が同じ妄想を抱くようになること）にかかっているわけではないと考え、失われた記憶は自然に思い出した方がよいといって、逆行催眠療法に対する夫妻の期待には応えなかった。
1962年の夏、バーニーは深刻な不安や苦悩を取り除いてもらうために、ニューハンプシャー州エクセターの精神科医ダンカン・スティーヴンスのもとで定期的な催眠治療を受けはじめた。バーニーとスティーヴンスは多くの話題について語り合い、その中には彼が経験したUFOとの遭遇も含まれていた。クワークと同じようにスティーヴンスもまた、バーニーとベティが共有する幻覚はとても現実にはありそうにもないことだと感じていた。

### 最初の公表
1963年3月3日日曜日、ヒル夫妻は彼らの所属するキリスト教の教会で、自分たちのUFO遭遇について最初の公的な討論を行なった。同年11月、ヒル夫妻はマサチューセッツ州クインシー・センターでアマチュアUFO研究家たちを前にして公演を行なった。この会議に出席していたアメリカ空軍のベン・スウェット大尉は、特にヒル夫妻が報告した「失われた時間」について興味を持っていた。ヒル夫妻がスウェット大尉に催眠療法を試したいという希望を伝えたところ、アマチュア催眠術師でもあったスウェットはそれが有効であるかもしれないと考えた。
夫妻が次にスティーヴンス博士に会ったとき、バーニーは催眠療法について尋ねた。スティーヴンスはヒル夫妻に、ボストンの精神分析医ベンジャミン・サイモン博士を紹介した。ヒル夫妻は1963年12月14日土曜日に初めてサイモン医師の元へ訪れた。
対話を始めてすぐに、サイモン医師はUFOとの遭遇が、「バーニーの打ち明けたがっている不安や苦悩を彼にもたらしたのだ」と断定した。サイモン医師自身は地球外生命体に関する仮説を現実にはありえないものとして退けていたが、ヒル夫妻がUFOと人型の搭乗者を目撃したと本気で信じ込んでいることは明らかであるように思われた。サイモン医師は逆行催眠によって、夫妻が何を経験したのかについてより多くのことが発見できるのではないかと期待した。

## サイモン医師による催眠療法
1964年1月4日土曜日、サイモンはヒル夫妻への催眠療法を開始した。彼はベティとバーニーにそれぞれ数度にわたり催眠術をかけ、この診療は同年6月6日土曜日まで続いた。サイモンによる催眠療法はベティとバーニーをそれぞれ別にして行なわれ、お互いがどのような記憶を想起したのか分からないようにして実施された。

### バーニーの診療
サイモンはまずバーニーに対する診療から開始した。彼の診療は感情的なものとなり、怒りや恐れの爆発、ヒステリックに泣きだすなどしてしばしば中断された。UFO遭遇の体験中、恐怖によってほとんど目を閉じていたのだとバーニーは述べている。診療の初期段階においてこうした反応が見られたため、サイモンはバーニーがこれ以上トラウマを抱えることなく診療のことを覚えていられるようになったと2人が確信できるまで、催眠療法のことは忘れた方がいいとバーニーに伝えた。
催眠状態のバーニーはまた、UFOから逃げようとして車へ向かって走ったときに双眼鏡のストラップが壊れたのだと報告した。彼は車でUFOから逃げ出したが、なぜか否応なく道を逸らされ、森に乗り入れさせられたことを思い出した。バーニーは森の中に6人の男たちが立っているのを発見した。運転しているバーニーに停車を命令して、男たちのうちの3人が車に接近してきた。彼らはバーニーに、われわれを恐れるなと命じた。しかしなお不安を拭い去れなかったバーニーに、「リーダー」は目をつむるように命令した。催眠中のバーニーは「眼を眼窩に押し込まれるような感じがした」と証言している。
バーニーは、その生命体の姿をベティが記憶しているのとおおむね同じものだと述べた。しかしバーニーは、彼らの目はもっと大きく、側頭部に届きそうなほどだったと話している。その生命体はしばしば彼の目を覗き込み、非常に恐ろしく、しかし魅惑的な印象をバーニーに与えた。催眠状態のバーニーは「彼らは目だけで話しかけてくる」、「自分に見えたのはその目だけだった……その目は体につながっていないのではないかとさえ自分は思わなかった。とにかく目だけがそこにあるんだ。それが私の方へ近づいてきて、私の目に押し迫ってきたんだ」といったようなことを話した。
バーニーの話によれば、彼とベティは円盤状の宇宙船に連れ込まれ、そこで2人は引き離された。小さな男3人に一室へ連れて行かれ、バーニーは長方形の診察台の上に横たわるよう命じられた。ベティとは異なり、検査に関するバーニーの話は断片的で、彼は検査中のほとんどは目を閉じていた。着衣を剥ぎ取られ、カップ状の装置が彼の性器にかぶせられた。バーニーはオルガスムを経験し、精液標本を採取されたのだと考えた。男たちは、彼の肌をこすり、耳と口を覗き込んだ。肛門に管かシリンダーを挿入された。誰かが彼の脊柱に触れ、椎骨の数を勘定しているように思われた。
ベティがその生命体と英語で幅広い話題にわたる議論をしたと証言しているのに対し、バーニーは彼には理解できない不明瞭な言葉で生命体が話しているのを聞いただけだと述べている。何度か彼らはバーニーに意思を伝えているが、これは「思考の移送」とでも言うべきものだったとバーニーは述べている（この当時、バーニーは「テレパシー」という言葉を知らなかった）。
バーニーは船から連れ出され、自分の車へ乗せられたことを思い出したが、このとき車は森の中よりも道路寄りに置かれていた。呆然としながら、彼は船が離れて行くのを見た。バーニーは路上に光が現われ、「何てこった、二度とごめんだ」と言ったのを記憶していた。ベティがこの光を月ではないかと推測したことを思い出したが、実際には数時間前に月は沈んでいた。

### ベティの診療
ベティの催眠療法は、バーニーに比べて平穏に進行した。催眠下における彼女の証言は、頻発するUFO遭遇の夢とほとんど同じ内容であったが、2つの顕著な違いが見られた。催眠状態で思い出した「小さな男」は大きい鼻をしていなかったこと、また髪の毛がなくはげ頭だったことである。
サイモンは、ベティに「星図」をスケッチするように提案したが、彼女はためらった。彼女が船で見たという三次元星図を正確に描くことは不可能だと思ったためである。しかし最終的に彼女はサイモンの提案を受け入れ、12の星々を特徴とした地図を描き上げた。

### サイモン医師の結論
広範な催眠療法を経て、サイモン医師は、バーニーの語ったUFOとの遭遇譚はベティが繰り返し見ていた悪夢の内容に影響を受けて生じた幻想であると結論づけた。サイモンは、この仮説が彼らの経験のすべてを説明するというわけではないが、最も説得力と一貫性のある説明であると考えた。しかしバーニーはこの仮説を受け入れず、夫妻の記憶にはある程度連動している部分と、それぞれが独自の体験を語っている点があることに注意を促した。バーニーは、ベティほどではないものの、彼らはUFOの乗組員によって誘拐されたのだという考えを受け入れようとするようになった。
ヒル夫妻とサイモン医師は、事件の内容や性質については見解を一致させることがなかったが、催眠療法が効果的であるという点に関しては同意見であった。ヒル夫妻は、悪夢や再びUFOと遭遇する心配によって苦しめられることがなくなったのである。
その後、サイモン医師はヒル夫妻についての記事を学会誌『Psychiatric Opinion』誌に寄稿し、このケースは類例のない心理的異常であったという彼の結論を説明した。

## 催眠療法後の報道
ヒル夫妻は日常生活に戻った。夫妻はUFO遭遇事件について、友人や家族、時にはUFO研究者と論じ合いたがっていたが、明らかにそれを公表するための努力は払っていなかった。
しかし1965年10月25日月曜日、ある新聞記事がすべてを一変させた。『Boston Traveler』紙の1面にジョン・H・ラトレルによる記事「UFOの恐怖：夫婦を襲う？ ("UFO Chiller: Did THEY Seize Couple?") 」が掲載されたのだ。同紙の記者ジョン・H・ラトレルは、1963年初頭にクインシー・センターで行なわれたヒル夫妻の講演を録音したテープを入手していたのである。ラトレルはヒル夫妻がサイモン医師の催眠療法を受けていたことを知っており、さらに夫妻がUFO研究家から受けたインタビューの記録も入手していたのである。10月26日火曜日にはUPI通信社がラトレルの記事を取り上げ、ヒル夫妻は国際的な注目を集めた。
1966年、作家のジョン・G・フラーは、ヒル夫妻とサイモン医師の協力を得て、この事件を『宇宙誘拐 ヒル夫妻の“中断された旅” (The Interrupted Journey) 』という本にまとめた。この本には、ベティによる「星図」のスケッチも掲載された。この本は話題となり、またたく間に版を重ねた。

### 星図の「解読」
1968年、オハイオ州オーク・ハーバーの小学校教師でアマチュア天文学者だったマージョリー・フィッシュ（ Marjorie Fish）は、フラーの著書『宇宙誘拐 ヒル夫妻の“中断された旅”』を読み、そこに掲載されていた「星図」に興味を引かれた。フィッシュは、この星図を「解読」すればUFOがどの星系から来たかを確定できるのではないかと考えた。
星図の12の星の1つは太陽を示すに違いないと仮定したフィッシュは、星図と既知の星とを一致させることができるかもしれないと考え、星図を研究しはじめた。そしてこの研究の結果、ヒル夫妻を誘拐したUFOは、レティクル座ゼータ連星系をめぐる惑星の一つからきたのではないかとの仮説を立てた。このフィッシュの仮説により、この事件は「ゼータ・レティクル事件」と呼ばれることもあるが、大部分のUFO研究家は「ヒル夫妻誘拐事件」（ないしそれに類する表現）と呼ぶ。
フィッシュはその分析結果をウェッブに送った。彼女の結論に同意したウェッブは星図を『アストロノミー (Astronomy) 』誌の編集者テレンス・ディキンソンに送った。ディキンソンはフィッシュとウェッブの導き出した結論を支持することはなかったが、興味をそそられ、同誌の歴史の中ではじめてUFOに関する記事として採用し、意見や議論を募集した。その後約1年にわたり、『アストロノミー』誌の投稿欄には、フィッシュの星図に関する賛否入り乱れた議論が掲載された。中でも、「星図」と見えるものは偶発的な点をランダムに配列したものにすぎないとするカール・セーガンとスティーヴン・ソーターによる議論がよく知られている。後にUFO 研究家のKathleen Mardenは、セーガンがこの事件に関して嘘をついていたと告発した。

### 『宇宙誘拐』
1966年に刊行された『宇宙誘拐 ヒル夫妻の“中断された旅”』でジョン・G・フラーは本件に関してより詳細な記事を載せている。同書の抜粋が『ルック(Look Magazine)』誌上に掲載されて『宇宙誘拐』は多くの版を重ね、ヒル夫妻は大変な有名人となった。
懐疑論者のあいだでは、ヒル夫妻の主張は、催眠術師がこうした出来事を信じているために診療にバイアスがかかって被験者に刷り込まれたものではないかという仮説が広く受け入れられている。これに関してバド・ホプキンズは、サイモン医師は夫妻の主張の真実性に対しては懐疑的であり、逆行催眠によって思い出したとされる夫妻の記憶は文字通りの事実ではないと述べたにもかかわらず、夫妻は自分たちが宇宙人によって誘拐されたという考えを翻すことがなかったことから、医師の先入見と夫妻の記憶内容に関連はないとしている (Hopkins, 218) 。
のちにベティは最初の誘拐以後もたびたびUFOを目撃したと証言し、「UFO業界における有名人になった」。

## 死去
バーニーは、1969年2月25日に脳出血のために死亡した。46歳であった。脳出血と事件との関連性は調べられていない。またベティは2004年10月17日、1年以上にわたる闘病生活ののち、癌によって死去した。85歳であった。

## 分析
- 後に一部の精神科医は、この宇宙人による誘拐（かもしれない）事件は、1964年の公民権法施行以前の、まだ人種差別が一部の州において合法であった1960年代初期のアメリカにおいて、白人のベティと黒人のバーニーが異人種間結婚した夫婦であることのストレスからくる幻覚ではないかという、人種差別的な説を示唆した。ベティはこの指摘に対して、バーニーとの夫婦関係は良好であり、彼らは愛し合っていたこと、また他の家族や友人たちもそれを理解してくれており、なんの問題もなかったことを挙げて反論している。フラーの『宇宙誘拐』で指摘されているように、サイモン医師はヒル夫妻の結婚生活と彼らのUFO遭遇とは全く無関係であると述べている。また当時においても、異人種間結婚をした夫婦はアメリカでも多数おり、彼らが幻覚を持ったということは報告されていない。
- 1990年の記事「Entirely Unpredisposed」でマーティン・コットマイヤーは、バーニーが催眠下で行なった証言は、SFテレビドラマ『アウター・リミッツ』の「宇宙へのかけ橋 ( The Bellero Shield ) 」というエピソードの影響を受けている可能性を示唆している。このエピソードは、バーニーが宇宙人について語った最初の逆行催眠診療（1964年2月22日）のおよそ2週間前（1964年2月10日）に放送されたもので、大きな目を持った地球外生命体（劇中ではビフロスト・エイリアン）が登場した。またその宇宙人は「目を見ればそこに言葉がある」といい、言語を介さないコミュニケーションを特徴とするなど、バーニーの語った内容はこの番組といくらか似通った筋書きであった（コットマイヤーの記事全文は外部リンクを参照）。ただしコットマイヤーは、そうした主張を展開するに際して、当時まだ存命だったベティに対して、夫妻がこの『アウター・リミッツ』を見たかどうかを確認していなかった。別の研究者が『アウター・リミッツ』についてベティに尋ねたとき、ベティは「そんな番組は聞いたこともない」と答えている[6]。そもそもバーニーは『アウター・リミッツ』の放送時間である夕方にはいつも仕事に出ており、また夕方に在宅であった場合でも、夫妻はいつもNAACPやその他の地域活動に忙殺されていたため、そのエピソードを観ること自体がありえないとベティは強調した。
- 民俗学者トマス・E・ブラード博士は、『アウター・リミッツ』のエピソード「宇宙へのかけ橋」とバーニーの話には類似点が多く、件のエピソードが催眠下のバーニーの記憶に影響を与えた可能性があることを認めつつも、彼はまたそういった類似点の説得力を弱めるいくつかの事実がある点にも注目している (Bullard, 15; included in Clark, 1998) 。第一に、バーニーが問題のエピソードを見たことが決定的に証明されていないこと。第二に、バーニーが催眠療法を受ける前から「抗しがたい眼力を持った存在がUFOの中から彼を見下ろしていたという明瞭な記憶を持っている」ことである (Bullard, 15; included in Clark, 1998) 。そして彼を見つめる存在とその目に関するバーニーの強迫観念は、このテレビ映像が放映される前から始まっていたこともブラード博士は強調している (Bullard, 15; included in Clark, 1998) 。
- また他にヒル夫妻誘拐事件に対する新しい解釈を提案しているサイトも存在する。人間の生理学上ありふれてはいるが、あまり知られていない「驚愕反射」と呼ばれる特徴（および作話症）によってヒル夫妻の事件を説明しようとするものである。

## 本件を題材にしたフィクション
- 1975年のテレビ映画『UFO事件（UFOとの遭遇）(The UFO Incident)』
  - 原作：ジョン・G・フラー「The Interrupted Journey」
  - 出演：ジェームズ・アール・ジョーンズ（バーニー・ヒル役）、エステル・パーソンズ（ベティ・ヒル役）
- 1996年のテレビシリーズ『ダークスカイ』
  - 出演：ベイジル・ウォーレス (Basil Wallace)、リー・ガーリントン (Lee Garlington)